# NO Patras
El Naftikos Omilos Patras, NO Patras, es un club de waterpolo griego fundado en 1929.

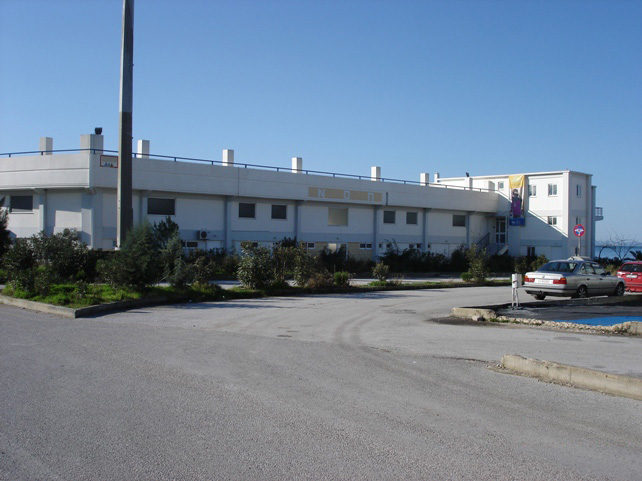
Instalaciones del NO Patras.

## Palmarés
- 8 veces campeón de la liga de Grecia de waterpolo masculino (1935, 1937, 1938, 1939, 1940, 1945, 1946 y 1950)[1]
- 1 vez campeón de la copa de Grecia de waterpolo masculino (1995)